# Яцково-Дольне
Яцково-Дольне (пол. Jackowo Dolne) — село в Польщі, у гміні Сомянка Вишковського повіту Мазовецького воєводства.
Населення — 111 осіб (2011).
У 1975-1998 роках село належало до Остроленцького воєводства.

## Демографія
Демографічна структура станом на 31 березня 2011 року:
|          | Загалом | Допрацездатний вік | Працездатний вік | Постпрацездатний вік |
| -------- | ------- | ------------------ | ---------------- | -------------------- |
| Чоловіки | 56      | 8                  | 44               | 4                    |
| Жінки    | 55      | 9                  | 30               | 16                   |
| Разом    | 111     | 17                 | 74               | 20                   |